# Ángel Llorente
Ángel Llorente Rodríguez (Madrid, 1941-1992) fue un realizador cinematográfico, escritor, guionista, crítico, ensayista y docente de cine.  

## Biografía
Se licenció en Geografía e Historia y cursó dos años de la carrera de Ciencias Químicas en la Universidad Complutense de Madrid, donde junto a un grupo de compañeros fundó la revista Ciencia, de la que fue director a partir de su segundo número; sus colaboraciones en ella estuvieron dedicadas a temas de teatro, cine y cultura general. Se perfilaba lo que sería su vocación y principal tarea, la escritura y el cine.  Ejerció como jurado y coordinador en Festivales Internacionales de Cine, conferenciante, miembro de la Asociación de Cineclubes de España; crítico de cine y ensayista en la revista especializada Cinestudio, fue miembro del Círculo de Escritores Cinematográficos y de la Sociedad General de Autores de España.
En 1971, enviado por el Servicio Español de Cooperación con Iberoamérica, viajó a Asunción del Paraguay donde residió hasta 1978. Fue un período de suma creatividad en el que encontró lo que sería el núcleo de sus trabajos futuros. En esa ciudad formó parte de un destacado círculo de intelectuales y artistas con los que mantuvo contacto y elaboró proyectos hasta el último año de su vida. Durante los "años paraguayos" fue conferenciante y docente de Cine y Medios de Comunicación y ocupó el cargo de director en el departamento del mismo nombre en la Universidad Católica Nuestra Señora de la Asunción. Tuvo una destacada actuación en la difusión de la cultura y la cinematografía española, como secretario técnico encargado de las actividades culturales del Instituto Paraguayo de Cultura Hispánica y de la Embajada de España. Mientras desempeñaba sus responsabilidades oficiales dio gran impulso —junto con el embajador  
Carlos M. Fernández Shaw— a la creación y puesta en marcha del Centro Cultural Español "Juan de Salazar", primero en su género en Sudamérica. Simultáneamente desarrolló su interés por el cine antropólogico. Director-Coordinador de la documentación audiovisual del Proyecto "Marandú" de Antropología Aplicada y Autor-Coordinador-Director con plena responsabilidad del Proyecto "Crónica"-Evaluación de "Marandú". Esos años marcaron de tal modo su quehacer que inspiraron muchos de sus escritos, proyectos y realizaciones al regresar a España. Por todo lo realizado en Paraguay, su aporte a la cultura, su laboriosidad incansable, su espíritu conciliador y el estímulo y apoyo que brindó a sus alumnos y personas cercanas, su figura es recordada hasta el presente. Al cumplirse los 25 años de su fallecimiento el periódico Última hora de Asunción publicó uno de sus escritos, junto a los de dos personalidades de la cultura sudamericana que le fueron próximas. 
De regreso a España continuaría su labor de escritor y realizador —guionista, productor y director cinematográfico.  Fruto de ello fueron dos películas, Volver a empezar —dirigida por José Luis Garci— y Dos mejor que uno.
Estudioso de la Historia y en particular la de Iberoamérica, estuvo persuadido de la necesidad de colaboración entre España e Hispanoamérica. Esa convicción se vio reflejada en las series para la TVE "Las grandes fechas del V Centenario" y "Canarias: Ruta del Nuevo Mundo", en diversos guiones y proyectos de series televisivas de su creación o adaptaciones de novelistas paraguayos. 
Falleció en su ciudad natal en 1992 como consecuencia de un cáncer de pulmón. Debido a su prematura muerte, dejó numerosos escritos inéditos y proyectos inconclusos.

## Cronología profesional

### España

#### 1961-1970 - Primeras experiencias

##### 1961-1963
- Fundador y Director de la revista CIENCIA en la Facultad de Ciencias Químicas de la Universidad Complutense de Madrid en la que escribe sobre temas de interés cultural.

##### 1961-1971
- Crítico y Ensayista de Cine en la revista CINESTUDIO

##### 1966-1967
- Coordinador y Director de coloquios de Cine-Forum en los Cine-Clubs de España

##### 1967-1968
- Secretario General de la Federación Nacional de CINE-CLUBES de España

##### 1968-1971
- Jurado en los Festivales Internacionales de cine de Sitges (1968), Pésaro (1968), San Sebastián (1969), Valladolid (1970), Benalmádena (1970) y Gijón (1971).

##### 1969
- Organizador y Director de las Conversaciones Internacionales sobre cine en el ZINEBI-X Festival Internacional de Cine Documental de Bilbao Archivado el 21 de enero de 2021 en Wayback Machine.

##### 1970
- Organizador y moderador de las conversaciones sobre Cine Infantil en el VII Certamen Internacional de Cine Infantil de Gijón

##### 1967-1969
- Guionista y/o Coguionista de Largometrajes Filmados
  - 1967 "Días de viejo color" Director: Pedro Olea
  - 1968 "El Hueso" Director: Antonio Giménez Rico
  - 1969 "El Cronicón" Director: Antonio Giménez Rico

##### 1966-1970
- Ayudante de dirección en Largometrajes y Series de Televisión Filmados
  - 1966 "Mañana de domingo" Director: Antonio Giménez Rico
  - 1968 "El Hueso" Director: Antonio Giménez Rico
  - 1969 "El Cronicón" Director: Antonio Giménez Rico
  - 1968 "Cristóbal Colón" Director: Vittorio Cottafavi. Serie de T.V.E en Coproducción con RAI

### Iberoamérica

#### 1971-1978 - Años en el Paraguay
- Miembro del Servicio Español de Cooperación con Iberoamérica Archivado el 7 de septiembre de 2011 en Wayback Machine., del Ministerio de Trabajo de España en Paraguay (1971-1975)
- Tiene a su cargo la organización y desarrollo del Instituto de Educación Audiovisual "Don Bosco Film" (1971-1972)

##### 1972-1977
- Secretario técnico del Instituto Paraguayo de Cultura Hispánica.
- Encargado de las Actividades Culturales de la Embajada de España en Paraguay.
- Organiza y presenta por primera vez en Asunción del Paraguay la Semana del Cine Español y Semana del Cine Checo (1972)
- Director-Coordinador de Documentación en Cine y Video del proyecto de Antropología Aplicada "Marandú" (PY-011) para la Universidad de Copenhague (Dinamarca) y la Interamerican Foundation (EE. UU). Dirección del cortometraje en Guaraní  'Ñanderekohá" con la participación del Teatro de Títeres de la Misión de Amistad.
- Coordinador-Director con plena responsabilidad del Proyecto "Crónica"-Evaluación de "Marandú" (PY-011/E) para la Interamerican Foundation (EE.UU).
- Secretario técnico del Centro Cultural Español "Juan de Salazar" en Asunción del Paraguay, 1976-1977.

##### Docencia
- Director del Departamento de Medios de Comunicación de la Universidad Católica de Asunción (1973-1976)
- En el Departamento de Medios de Comunicación de la Universidad Católica Nuestra Señora de la Asunción

Profesor Encargado de las Cátedras:
- - Estética del Cine			Nombramiento Nº 43, año 1971
  - Tipografía 				Nombramiento Nº 43, año 1971
  - Técnica y Estética de la TV		Nombramiento Nº 70, año 1972
  - Medios de Comunicación Social	Nombramiento Nº 70, año 1972
  - Técnica y Estética del Cine		Nombramiento Nº 9, año 1974
- Profesor Contratado para las materias:
  - Estética e Ideología, 1973
  - Técnica y Estética de la Radio, 1973.
- Representante de la Universidad Católica de Asunción en el VII Seminario Latinoamericano para Directores de Teleeducación, Lima (1973)
- Conferencias y cursos sobre Didáctica de los Medios de Comunicación Social en:
- Instituto Paraguayo de Teleeducación del Ministerio de Educación y Cultura
- Departamento de Comunicaciones de la Conferencia Episcopal Paraguaya
- Servicio Nacional de Promoción Profesional del Ministerio de Justicia y Trabajo del Paraguay
- Seminario sobre Nuevo Cine Español en el Instituto Paraguayo de Cultura Hispánica.
- Dirige el Aula de Cine del Centro Cultural Español "Juan de Salazar" de Asunción.
- Charlas de orientación cinematográfica y otros Medios de Comunicación en la Radio y TV de Paraguay.

##### Investigación
- Miembro del Centro de Estudios Antropológicos de la Universidad Católica "Nuestra Señora de la Asunción"
- Secretario técnico del Centro Cultural "Juan de Salazar" del cual fue gran impulsor (1976-1977)
- Director-coordinador de la sección de documentación por Medios Audiovisuales del Proyecto de Antropología Aplicada" Marandú" de la Interamerican Foundation (PY-	011) , para realizar un programa de investigación y desarrollo de las Etnias indígenas 	del Paraguay. "Marandú" fue el proyecto antropológico de mayor prestigio del 	continente sudamericano en la época en que se realizó.
- Autor y Director con plena responsabilidad del Proyecto "Crónica"[7] de la Interamerican Foundation (PY-011/E), consistente en la creación y desarrollo de un método que 	permite aplicar Medios de Comunicación a la Investigación Sociológica.  El proyecto  	consiste en la creación de un "texto", formado exclusivamente por materiales 	audiovisuales integrados, que narra la historia del Proyecto "Marandú" al estilo de una crónica.  Consta de: Guía de lectura del "texto"; cinco films de super 8m/m en color,		sonorizados en inglés y guaraní, de tres horas de duración en total; diez videocasetes 	sonorizados en inglés y guaraní; diez casetes de sonido en diversas lenguas indígenas y español; varias colecciones de diapositivas y cuatrocientas fotografías de 20 x 30 que 	forman una historia gráfica del proyecto.

### España

#### 1979-1992 - Los años de madurez

##### Largometrajes cinematográficos filmados
- 1982 Volver a empezar, guion y producción ejecutiva. Ganadora del Oscar a la Mejor Película Extranjera.
- 1984 Dos mejor que uno, guion y dirección; producido con Derechos de Antena de TVE y declarado de especial interés por el Ministerio de Cultura.

##### Series de Televisión para TVE filmadas
- 1986-1987 "Las grandes fechas del V Centenario", Guion, Dirección y Realización - ocho episodios de 30 minutos cada uno
- 1988-1989 "Canarias: Ruta del Nuevo Mundo", 1ª Parte - Guion y Asesoramiento - 13 episodios de 30 minutos cada uno
- 1988-1989 "Canarias: Ruta del Nuevo Mundo", 2ª Parte - Guion y Asesoramiento - 13 episodios

##### Cortometrajes Filmados - Guion y Dirección
- 1987 "Libertad tras las rejas"
- 1988 "Guadalupanos" Realizado para el Instituto de Cooperación Iberoamericana y la Comisión Nacional del V Centenario (Los universitarios Iberoamericanos en España 1988 "La era de la Comunicación"). Realizado para la conmemoración del 25º aniversario.

##### Documentales
para la Secretaría General de Turismo, TURESPAÑA
- Guion y Dirección
  - 1888 "Marbella", "Puerto de la Cruz","Benidorm" y "Costa de Almería"
  - 1989 "Córdoba"
  - 1991 "La Fiesta de la Nieve"  y "Campos de Golf"

##### Actividades de Producción
- Fundador de la productora "Villocesa S.A" con la que realiza diversos documentales dirigidos por él mismo (1985-1989)
- Fundador de la productora "YACARÉ S.A". con la que realiza documentales y sus proyectos de largometrajes cinematográficos y series de televisión (1988)

##### Miembro de
- Academia de las Artes y las Ciencias Cinematográficas de España
- Círculo de Escritores Cinematográficos
- Sociedad General de Autores de España

## Premios
- "Volver a empezar" Premio Óscar de la Academia de Hollywood, 1983 a la mejor película de habla no inglesa.
  - Primera película filmada en España en obtener el Oscar